# UFC 207
UFC 207: Nunes vs. Rousey（ユーエフシー・ツーオーセブン：ヌネス・バーサス・ラウジー）は、アメリカ合衆国の総合格闘技団体「UFC」の大会の一つ。2016年12月30日、ネバダ州ラスベガスのT-モバイル・アリーナで開催された。

## 大会概要
本大会では王者アマンダ・ヌネスと挑戦者ロンダ・ラウジーによるUFC世界女子バンタム級タイトルマッチが組まれた。
キャリア8戦全勝のニコ・プライスがUFCデビュー。

## 試合結果

### アーリープレリム
第1試合 ウェルター級 5分3R
－  アレックス・オリベイラ vs.  ティム・ミーンズ －
1R 3:33 ノーコンテスト（反則）
※膝をついた状態のオリベイラの頭部にミーンズのヒザ蹴りが入る。

### プレリミナリーカード
第2試合 ウェルター級 5分3R
○  ニコ・プライス vs.  ブランドン・ザッチ ×
1R 4:30 肩固め
第3試合 ウェルター級 5分3R
○  アレックス・ガルシア vs.  マイク・パイル ×
1R 3:34 KO（右フック）
第4試合 ミドル級 5分3R
○  アントニオ・カルロス・ジュニオール  vs.  マーヴィン・ヴェットーリ ×
3R終了 判定3-0（29-28、29-28、29-28）
第5試合 78.7kg契約 5分3R
○  ニール・マグニー vs.  ジョニー・ヘンドリックス ×
3R終了 判定3-0（29-28、29-28、29-28）
※ヘンドリックスの体重超過によりウェルター級から変更。

### メインカード
第6試合 58.7kg契約 5分3R
○  レイ・ボーグ vs.  ルイス・スモルカ ×
3R終了 判定3-0（30-27、30-26、30-26）
※ボーグの体重超過によりフライ級から変更。
第7試合 ウェルター級 5分3R
○  キム・ドンヒョン vs.  タレック・サフィジーヌ ×
3R終了 判定2-1（27-30、29-28、29-28）
第8試合 バンタム級 5分3R
○  TJ・ディラショー vs.  ジョン・リネカー ×
3R終了 判定3-0（30-26、30-26、30-26）
第9試合 UFC世界バンタム級タイトルマッチ 5分5R
○  コーディ・ガーブラント vs.  ドミニク・クルーズ ×
3R終了 判定3-0（48-46、48-47、48-46）
※ガーブラントが王座獲得に成功。
第10試合 UFC世界女子バンタム級タイトルマッチ 5分5R
○  アマンダ・ヌネス vs.  ロンダ・ラウジー ×
1R 0:48 TKO（スタンドパンチ連打）
※ヌネスが初防衛に成功。

### 各賞
ファイト・オブ・ザ・ナイト： コーディ・ガーブラント vs. ドミニク・クルーズ
パフォーマンス・オブ・ザ・ナイト： アマンダ・ヌネス、アレックス・ガルシア
各選手にはボーナスとして5万ドルが授与された。

### カード変更
負傷などによるカードの変更は以下の通り。